# Jackie Hoffman
Jackie Hoffman, född 29 november 1960 i New York, är en amerikansk skådespelare.
Hoffman har bland annat medverkat i TV-serierna Only Murders in the Building (2021-2022), Grease: Rise of the Pink Ladies från 2023. Hon har även medverkat i filmerna Kissing Jessica Stein från 2001 och Birdman från 2014.

## Filmografi (i urval)
- 2001: Kissing Jessica Stein
- 2014: Birdman
- 2021–2023: Only Murders in the Building
- 2023: Grease: Rise of the Pink Ladies
- 2023: You Are So Not Invited To My Bat Mitzvah